# Lista de deputados estaduais de Santa Catarina da 20.ª legislatura
Lista dos deputados estaduais de Santa Catarina - 20ª legislatura (2023 — 2027).

Eleitos nas eleições estaduais no Brasil em 2022 realizadas no dia 2 de outubro do mesmo ano. A posse do cargo está prevista para 1.° de fevereiro de 2023.

## Composição das bancadas
|              |                         |         |          |  |  |  |  |  |  |  |
| Partido      | Líder                   | Bancada | Posição  |  |  |  |  |  |  |  |
| PL           | Ana Campagnolo          | 11 / 40 | Governo  |  |  |  |  |  |  |  |
| MDB          | Fernando Krelling       | 6 / 40  | Governo  |  |  |  |  |  |  |  |
| PT           | Fabiano da Luz          | 4 / 40  | Oposição |  |  |  |  |  |  |  |
| UNIÃO        | Kennedy Nunes           | 3 / 40  | Governo  |  |  |  |  |  |  |  |
| PP           | Pepê Collaço            | 3 / 40  | Governo  |  |  |  |  |  |  |  |
| PSD          | Napoleão Bernardes      | 3 / 40  | Governo  |  |  |  |  |  |  |  |
| PODE         | Lucas Neves             | 3 / 40  | Governo  |  |  |  |  |  |  |  |
| PSDB         | Marcos Vieira           | 2 / 40  | Governo  |  |  |  |  |  |  |  |
| REPUBLICANOS | Sergio Motta            | 1 / 40  | Governo  |  |  |  |  |  |  |  |
| NOVO         | Matheus Cadorin         | 1 / 40  | Governo  |  |  |  |  |  |  |  |
| PDT          | Rodrigo Minotto         | 1 / 40  | Oposição |  |  |  |  |  |  |  |
| PSOL         | Marquito                | 1 / 40  | Oposição |  |  |  |  |  |  |  |
| PTB          | Delegado Egidio Ferrari | 1 / 40  | Governo  |  |  |  |  |  |  |  |

## Deputados Estaduais
| N.º | Deputado                  | Partido                                        | Votos nominais | Ref   |
| --- | ------------------------- | ---------------------------------------------- | -------------- | ----- |
| 1   | Ana Campagnolo            | Partido Liberal (PL)                           | 196.571        | [ 1 ] |
| 2   | Luciane Carminatti        | Partido dos Trabalhadores (PT)                 | 92.478         | [ 1 ] |
| 3   | Antídio Lunelli           | Movimento Democrático Brasileiro (MDB)         | 74.500         | [ 1 ] |
| 4   | Sargento Lima             | Partido Liberal (PL)                           | 71.185         | [ 1 ] |
| 5   | Mauro de Nadal            | Movimento Democrático Brasileiro (MDB)         | 67.065         | [ 1 ] |
| 6   | Mauricio Eskudlark        | Partido Liberal (PL)                           | 65.638         | [ 1 ] |
| 7   | Jerry Comper              | Movimento Democrático Brasileiro (MDB)         | 64.145         | [ 1 ] |
| 8   | Paulinha                  | Podemos (PODE)                                 | 58.694         | [ 1 ] |
| 9   | Zé Milton                 | Progressistas (PP)                             | 56.585         | [ 1 ] |
| 10  | Mario Motta               | Partido Social Democrático (PSD)               | 56.363         | [ 1 ] |
| 11  | Jessé Lopes               | Partido Liberal (PL)                           | 55.013         | [ 1 ] |
| 12  | Fernando Krelling         | Movimento Democrático Brasileiro (MDB)         | 54.320         | [ 1 ] |
| 13  | Julio Garcia              | Partido Social Democrático (PSD)               | 49.958         | [ 1 ] |
| 14  | Marcos Vieira             | Partido da Social Democracia Brasileira (PSDB) | 48.466         | [ 1 ] |
| 15  | Carlos Humberto           | Partido Liberal (PL)                           | 46.445         | [ 1 ] |
| 16  | Altair Silva              | Progressistas (PP)                             | 46.445         | [ 1 ] |
| 17  | Volnei Weber              | Movimento Democrático Brasileiro (MDB)         | 45.995         | [ 1 ] |
| 18  | Ivan Naatz                | Partido Liberal (PL)                           | 45.304         | [ 1 ] |
| 19  | Camilo Martins            | Podemos (PODE)                                 | 44.925         | [ 1 ] |
| 20  | Sergio Motta              | Republicanos (REPUBLICANOS)                    | 44.666         | [ 1 ] |
| 21  | Nilso Berlanda            | Partido Liberal (PL)                           | 41.488         | [ 1 ] |
| 22  | Marquito                  | Partido Socialismo e Liberdade (PSOL)          | 40.329         | [ 1 ] |
| 23  | Vicente Caropreso         | Partido da Social Democracia Brasileira (PSDB) | 39.797         | [ 1 ] |
| 24  | Marcius Machado           | Partido Liberal (PL)                           | 39.749         | [ 1 ] |
| 25  | Neodi Saretta             | Partido dos Trabalhadores (PT)                 | 38.729         | [ 1 ] |
| 26  | Napoleão Bernardes        | Partido Social Democrático (PSD)               | 36.923         | [ 1 ] |
| 27  | Fabiano da Luz            | Partido dos Trabalhadores (PT)                 | 34.972         | [ 1 ] |
| 28  | Delegado Egidio Ferrari   | Partido Trabalhista Brasileiro (PTB)           | 34.912         | [ 1 ] |
| 29  | Tiago Zilli               | Movimento Democrático Brasileiro (MDB)         | 33.733         | [ 1 ] |
| 30  | Jair Miotto               | União Brasil (UNIÃO)                           | 33.682         | [ 1 ] |
| 31  | Edilson Massocco          | Partido Liberal (PL)                           | 31.659         | [ 1 ] |
| 32  | Pepê Collaço              | Progressistas (PP)                             | 28.809         | [ 1 ] |
| 33  | Rodrigo Minotto           | Partido Democrático Trabalhista (PDT)          | 28.685         | [ 1 ] |
| 34  | Repórter Sergio Guimarães | União Brasil (UNIÃO)                           | 27.977         | [ 1 ] |
| 35  | Oscar Gutz                | Partido Liberal (PL)                           | 26.812         | [ 1 ] |
| 36  | Padre Pedro               | Partido dos Trabalhadores (PT)                 | 26.803         | [ 1 ] |
| 37  | Marcos da Rosa            | União Brasil (UNIÃO)                           | 25.845         | [ 1 ] |
| 38  | Soratto                   | Partido Liberal (PL)                           | 25.622         | [ 1 ] |
| 39  | Lucas Neves               | Podemos (PODE)                                 | 23.053         | [ 1 ] |
| 40  | Matheus Cadorin           | Partido Novo (NOVO)                            | 12.390         | [ 1 ] |